# Zelotibia
Zelotibia is een geslacht van spinnen uit de familie bodemjachtspinnen (Gnaphosidae).

## Soorten
De volgende soorten zijn bij het geslacht ingedeeld:
- Zelotibia acicula Russell-Smith & Murphy, 2005
- Zelotibia angelica Nzigidahera & Jocqué, 2009
- Zelotibia bicornuta Russell-Smith & Murphy, 2005
- Zelotibia cultella Russell-Smith & Murphy, 2005
- Zelotibia curvifemur Nzigidahera & Jocqué, 2009
- Zelotibia dolabra Russell-Smith & Murphy, 2005
- Zelotibia filiformis Russell-Smith & Murphy, 2005
- Zelotibia flexuosa Russell-Smith & Murphy, 2005
- Zelotibia fosseyae Nzigidahera & Jocqué, 2009
- Zelotibia johntony Nzigidahera & Jocqué, 2009
- Zelotibia kaibos Russell-Smith & Murphy, 2005
- Zelotibia kanama Nzigidahera & Jocqué, 2009
- Zelotibia kibira Nzigidahera & Jocqué, 2009
- Zelotibia lejeunei Nzigidahera & Jocqué, 2009
- Zelotibia major Russell-Smith & Murphy, 2005
- Zelotibia mitella Russell-Smith & Murphy, 2005
- Zelotibia papillata Russell-Smith & Murphy, 2005
- Zelotibia paucipapillata Russell-Smith & Murphy, 2005
- Zelotibia scobina Russell-Smith & Murphy, 2005
- Zelotibia simpula Russell-Smith & Murphy, 2005
- Zelotibia subsessa Nzigidahera & Jocqué, 2009
- Zelotibia supercilia Russell-Smith & Murphy, 2005